# Frutiger
A Frutiger sans-serif betűképet Adrian Frutiger tervezte 1976-ban, hogy Frutiger Univers betűtípusát helyettesítse.
Eredetileg a Párizs-Charles de Gaulle repülőtéren használták. Nem sokkal később nyomtatásban és marketingben is használni kezdték.
Ez a betűkép a „Humanista” sans-serif családba tartozik. A betűkép forgalmazója, a Linotype, 1999-ben egy újabb, javított változatot adott ki, a Frutiger NEXT-et. A dőlt betűs készletet szinte teljes egészében átdolgozták.

## Frutiger NEXT
A Frutiger NEXT betűkép a Frutiger-ből lett tervezve, annyi különbséggel, hogy a dőlt betűk szabályszerűbbek mint a Frutigerben. Ettől eltekintve, csak néhány apró részletben tér el.

## Lásd még
- Betűtípusok listája

## Külső hivatkozások
- Typophile Typowiki: Frutiger
- linotype.com: Frutiger betűkép-család  Archiválva 2012. szeptember 20-i dátummal a Wayback Machine-ben
- linotype.com: Frutiger Next betűkép-család[halott link]
- Frutiger Symbols betűkép-család[halott link]
- Frutiger Stones betűkép-család[halott link]
- Frutiger Capitalis betűkép-család[halott link]
- Frutiger Serif betűkép-család[halott link]